# Alexandra DeLoof

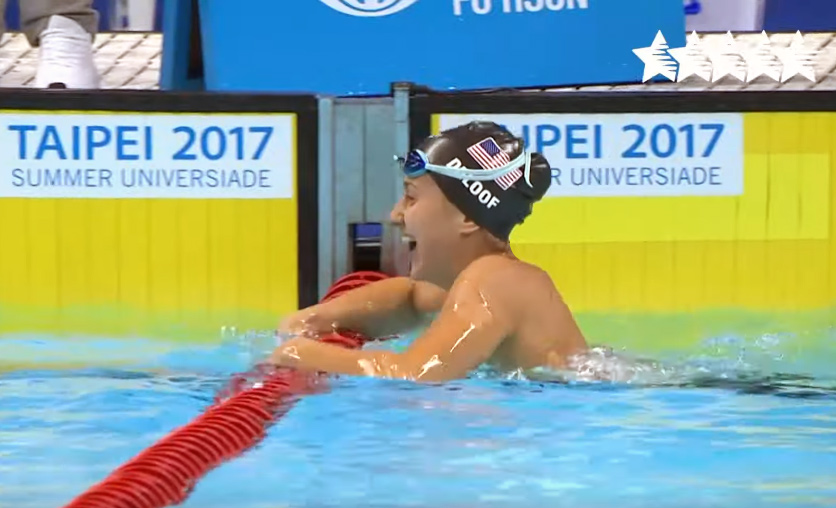
Alexandra DeLoof als Siegerin bei der Universiade 2017

Alexandra „Ali“ DeLoof (* 14. August 1994 in Grosse Pointe, Michigan) ist eine ehemalige Schwimmerin aus den Vereinigten Staaten. Sie gewann bei Weltmeisterschaften auf der 25-Meter-Bahn vier Goldmedaillen und eine Bronzemedaille.

## Sportliche Karriere
Alexandra DeLoof studierte bis 2016 an der University of Michigan. Sie hat zwei jüngere Schwestern, die ebenfalls bei internationalen Meisterschaften antraten: Gabby DeLoof und Catie DeLoof.
Bei den Kurzbahnweltmeisterschaften 2016 im kanadischen Windsor belegte DeLoof den sechsten Platz über 100 Meter Rücken. Die 4-mal-100-Meter-Freistilstaffel mit Katrina Marie Konopka, Katherine Drabot, Madison Kennedy und Alexandra DeLoof erreichte das Finale mit der siebtschnellsten Vorlaufzeit. Im Finale siegten Amanda Weir, Kelsi Worrell, Madison Kennedy und Mallory Comerford mit über einer Sekunde Vorsprung vor den Italienerinnen. Alle sieben beteiligten Schwimmerinnen aus den Vereinigten Staaten erhielten eine Goldmedaille. In der 4-mal-50-Meter-Lagenstaffel schwammen im Vorlauf Alexandra DeLoof, Molly Hannis, Sarah Gibson und Katrina Marie Konopka die zweitschnellste Zeit hinter den Kanadierinnen. Im Endlauf siegten Alexandra DeLoof, Lilly King, Kelsi Worrell und Katrina Marie Konopka mit über zwei Sekunden Vorsprung vor den Italienerinnen und den Däninnen, das kanadische Quartett belegte den vierten Platz. Über 50 Meter Rücken siegte die Brasilianerin Etiene Medeiros vor der Ungarin Katinka Hosszú, DeLoof schlug als Dritte eine Hundertstelsekunde vor der Vierten an. In der 4-mal-100-Meter-Lagenstaffel waren Hellen Stewart Moffitt, Molly Hannis, Sarah Gibson und Amanda Weir die schnellste Vorlaufstaffel. Im Finale schwammen Alessandra DeLoof, Lilly King, Kelsi Worrell und Mallory Comerford fast fünf Sekunden schneller und siegten vor den Kanadierinnen und den Australierinnen. Eine vierte Goldmedaille gewann DeLoof mit der 4-mal-50-Meter-Mixed-Lagenstaffel. Im Vorlauf waren Alessandra DeLoof, Cody Miller, Matthew Josa und Mallory Comerford die schnellsten, im Endlauf siegten Tom Shields, Lilly King, Kelsi Worrell und Michael Chadwick.
2017 trat DeLoof bei der Universiade in Taipeh an. Sie belegte den fünften Platz über 100 Meter Rücken und gewann über 50 Meter Rücken zeitgleich mit der Niederländerin Kira Toussaint. Die 4-mal-100-Meter-Lagenstaffel gewann Silber, hieran war DeLoof durch ihren Vorlaufstart beteiligt. Zwei Jahre später bei den Panamerikanischen Spielen 2019 in Lima belegte DeLoof den vierten Platz über 100 Meter Rücken. Sie schwamm auch im Vorlauf der Lagenstaffel, im Finale gewann das Team mit Phoebe Bacon auf der Rückenlage.
Alexandra DeLoof beendete ihre Karriere 2021, nachdem sie sich nicht für die Olympiamannschaft qualifizieren konnte.